# Имнадзе, Евгений Семёнович
Евгений Семёнович Имнадзе (4 декабря 1875 — 1 апреля 1945, Нью-Йорк) — генерал-майор Российской императорской армии, участник Первой мировой войны. Кавалер Георгиевского оружия (1915). После Октябрьской революции присоединился к Белому движению.

## Биография
Евгений Имнадзе родился 4 декабря 1875 года. По вероисповеданию был православным. Окончил Тифлисский кадетский корпус. После чего, 1 сентября 1893 года вступил в службу в Российскую императорскую армию. В 1895 году окончил Константиновское артиллерийское училище, из которого был выпущен в чине подпоручика со старшинством с 12 августа 1895 года в 20-ю артиллерийскую бригаду. 8 августа 1898 года получил старшинство в чине поручика, 8 августа 1902 года — в чине штабс-капитана. В 1903 году окончил Николаевскую военную академию, по 1-му разряду.
23 мая 1903 года получил старшинство в чине капитана. С 1 ноября 1903 года по 14 октября 1914 года отбывал цензовое командование в 3-м гренадерском Перновском полку, был командиром роты. С 1 января 1905 года по 1 июля 1907 года занимал должность помощника старшего адъютанта штаба Виленского военного округа. С 1 июля 1907 года по 21 декабря 1911 года преподавал военные науки в Виленском военном училище. 6 декабря 1908 года получил старшинство в чине подполковника, а 6 декабря 1911 года — в чине полковника. С 21 декабря 1911 года по 26 октября 1914 года был старшим адъютанта штаба Одесского военного округа. С 17 мая по 18 сентября 1913 года вновь отбывал цензовое командование, находясь на должности командира батальона 15-го стрелкового полка.
Участвовал в Первой мировой войне. 26 октября 1914 был назначен начальником штаба 50-й пехотной дивизии. По состоянию на март 1915 года служил на той же должности. 29 июля 1915 года стал командиром 12-го Кавказского стрелкового полка, 23 ноября 1916 года назначен начальником штаба 14-й Сибирской стрелковой дивизии. 6 декабря 1916 года «за отличие по службе» произведён в генерал-майоры со старшинством.
После Октябрьской революции участвовал в Белом движении, служил в Вооружённых силах Юга России (ВСЮР). С 14 мая 1919 года состоял в резерве чинов при штабе Главнокомандующего. 15 октября того же года назначен начальником Одесского военного училища. Перед осенью 1920 года Имнадзе был эвакуирован из Варны. Эмигрировал в США, к 1930 году проживал в Детройте, где был председателем общества Ветеранов. С 1932 года жил в Нью-Йорке, работал в журнале «Армия и Флот». По состоянию на 1944 год проживал в Детройте и был начальником отделения РОВС.

## Награды
Евгений Семёнович Имнадзе был удостоен следующих наград:
- Георгиевское оружие (Высочайший приказ от 18 марта 1915)
— «за то, что в боях дивизии 1 ноября 1914 г. под г. Солец лично принимал участие в управлении боем и своевременными указаниями содействовал тому, что, несмотря на губительный огонь легкой и тяжелой артиллерии и многочисленные атаки противника, позиции дивизии были удержаны; 2 же ноября 1914 г., когда обнаружился угрожавший полным окружением глубокий обход противником фланга позиции, с полным самоотвержением, подвергая жизнь свою опасности, содействовал начальнику дивизии в достижении цели, поставленной дивизии»;
- Орден Святого Владимира 3-й степени с мечами (Высочайший приказ от 25 декабря 1915);
- Орден Святого Владимира 4-й степени с мечами и бантом (Высочайший приказ от 27 июля 1915);
- Орден Святой Анны 2-й степени с мечами (Высочайший приказ от 16 мая 1916)
- Орден Святой Анны 3-й степени (6 декабря 1909)
- Орден Святого Станислава 1-й степени (20 мая 1917);
- Орден Святого Станислава 2-й степени (6 декабря 1913); мечи к ордену (Высочайший приказ от 2 сентября 1916);
- Орден Святого Станислава 3-й степени (1906).